# Агатц, Вильгельм
Вильгельм «Вилли» Агатц (нем. Wilhelm «Willi» Agatz; 10 июня 1904, Хайзинген, Эссен — 29 августа 1957, Восточный Берлин) — немецкий политик, член Коммунистической партии Германии (КПГ); во времена Третьего рейха был заключённым в концлагере Заксенхаузен; депутат ландтага Северного Рейна-Вестфалии и депутат первого послевоенного Бундестага Федеративной Республики Германии, заседавшего с сентября 1949 по сентябрь 1953 года.

## Биография
18 февраля 1935 года Народный суд приговорил Агаца к трём годам лишения свободы. Он отбывал наказание в Луккау. Затем он был заключён в концентрационный лагерь Заксенхаузен, освобождён из концентрационного лагеря в 1939 году и помещён под наблюдение полиции. До начала 1943 года работал каменщиком в Hochtief AG. С 29 января 1943 года был направлен в 999-й штрафной батальон вермахта в войне против Советского Союза. Там его взяли в советский плен, который он сначала провел в лагере под Мемелем[уточнить] . С 1943 года получил образование в антифа-школе.